# ثمانية خنانيص صغيرة
نشر مجلّد ثمانية خنانيص صغيرة عام 1993 وهو المجلّد السادس من مجموعة مقالات ستيفن جاي غولد عالم الأحياء القديمة في جامعة هارفارد.
اقتطفت المقالات من العمود الشهري «منظور الحياة» (The View of Life) في دورية التاريخ الطبيعي (Natural History)، والذي ساهم غولد في كتابته على مدى 27 عامًا. يتعامل هذا المجلّد بطريقة استطرادية تقليدية مع المواضيع المألوفة لكتابات غولد: كالتطوّر ومذهبه وسير العلوم والاحتمالات والمنطق السليم.
يقول إيان تاترسون أحد كتاب دورية التاريخ الطبيعي: «إنّ ستيفن جاي غولد غنيّ عن التعريف بالنسبة لقرّاء دورية التاريخ الطبيعي. من خلال عموده منظور الحياة الذي كان ركيزةً للدورية، بدأ في يناير 1974 بأولى مقالاته تحت عنوان «حجم وشكل» وانتهاءً بمقاله الأخير تحت عنوان «لقد هبطت» في ديسمبر 2000/يناير 2001.»
يتقصّى عنوان ثمانية خنانيص صغيرة مفاهيمًا مثل النمط البدائي وكثرة الأصابع من خلال تشريح رباعيات الأرجل البدائية. فيما تناقش المقالات الأخرى موضوعاتٍ مثل مقياس الانقراض والتشريح الفقاري وأكبر نماذج التطوّر والطبيعة البشرية.